# Saint-Maur-des-Fossés
Saint-Maur-des-Fossés és un municipi francès, situat al departament de la Val-de-Marne i a la regió de l'Illa de França. L'any 2004 tenia 74.592 habitants.
Està dividit entre el cantó de Saint-Maur-des-Fossés-1 i el cantó de Saint-Maur-des-Fossés-2, del districte de Nogent-sur-Marne. I des del 2016, forma part de la divisió Paris-Est-Marne et Bois de la Metròpoli del Gran París.

## Persones
- Germaine Tailleferre (1892-1983), compositora